# Vorobiivka, Polonne
Vorobiivka (în ucraineană Воробіївка) este o comună în raionul Polonne, regiunea Hmelnîțkîi, Ucraina, formată numai din satul de reședință.

## Demografie
Componența lingvistică a comunei Vorobiivka
     Ucraineană (99,56%)
     Alte limbi (0,44%)
Conform recensământului din 2001, majoritatea populației comunei Vorobiivka era vorbitoare de ucraineană (99,56%), existând în minoritate și vorbitori de alte limbi.